# Microsoft Solitaire Collection
Microsoft Solitaire Collection, también conocido como Solitaire & Casual Games, es un videojuego desarrollado por Smoking Gun Interactive, Microsoft Casual Games y Arkadium y publicado por Microsoft Studios para Microsoft Windows. Combina los títulos Solitaire (Solitario), FreeCell (Carta blanca) y Spider Solitaire (Solitario Spider) que se incluyeron en versiones anteriores de Windows. También introduce Pyramid y TriPeaks en Windows por primera vez, así como nuevos desafíos y temas diarios. (Una versión anterior de Pyramid se incluyó previamente en Microsoft Entertainment Pack 2 con el nombre "Tut's Tomb", y una versión anterior de TriPeaks se incluyó anteriormente en Microsoft Entertainment Pack 3; ambos fueron incluidos en Best of Microsoft Entertainment Pack). A diferencia de los videojuegos incluidos en Windows 7 y versiones anteriores, Microsoft Solitaire Collection es un adware freemium con integración con Xbox Live.
El diseño basado en hub de la aplicación se inspiró originalmente en el diseño de la pantalla de inicio de Windows 8 en 2012. En ese momento, los desarrolladores consideraron el videojuego como una herramienta para ayudar a los usuarios a familiarizarse más con Windows 8. A diferencia de sus predecesores, Microsoft Solitaire Collection se actualiza a través de Microsoft Store y se comunica con un servidor de Microsoft para realizar un seguimiento de los logros y ofrecer desafíos diarios.

## Descripción general
Microsoft Solitaire Collection, diseñada por Microsoft Studios y desarrollada por Smoking Gun Interactive (anteriormente Arkadium), incluye los modos de juego Klondike (solitario clásico), Spider, FreeCell (Carta blanca), Pyramid y TriPeaks, así como desafíos diarios. El tema predeterminado es similar al tema predeterminado para juegos de cartas en Windows Vista y 7, pero los otros temas son diferentes. También es posible que los usuarios creen sus propios temas personalizados. Otras características nuevas incluyen música dentro del juego, sincronización en la nube e integración con Xbox Live. El menú de depuración oculto de las aplicaciones de cartas clásicas ya no está presente, y los menús desplegables han sido reemplazados por un menú de hamburguesa universal y botones de sugerencia y deshacer dentro del juego en la parte inferior de la pantalla (la versión de Windows 8 usaba la barra de accesos directos oculta en lugar del menú de hamburguesas visible).
Cuando un jugador gana una partida, el juego seleccionará aleatoriamente una animación de cartas basada en animaciones de versiones anteriores de juegos de cartas de Windows. La aplicación tiene una página dedicada a las estadísticas de Klondike, Spider, FreeCell, Pyramid, TriPeaks, Desafíos diarios y Club de estrellas.
Microsoft Solitaire Collection estuvo disponible por primera vez para su descarga gratuita en la Windows Store de Windows 8. A pesar de que los videojuegos de solitario se incluyeron previamente en Windows de forma gratuita desde 1990, no se incluyeron en Windows 8 o Windows 8.1 y se desinstalaron durante las actualizaciones desde sistemas anteriores. En su lugar, Microsoft produjo la colección Microsoft Solitaire Collection financiada con publicidad que los usuarios podían descargar a través de la Windows Store. Como una aplicación de Windows Runtime, se ejecutaba en pantalla completa o en el modo ajustado de Windows 8, por lo que se diseñó para ejecutarse en una variedad de tamaños horizontales, pero siempre se extendía verticalmente por toda la pantalla.
La versión de Windows 10 se presentó a los beta testers de Windows 10 preinstalados con el sistema en la compilación 10061, a tiempo para celebrar el 25.º aniversario de Microsoft Solitaire. Algunas funciones de personalización no se incluyeron hasta después del lanzamiento público inicial de Windows 10. Los desarrolladores notaron que la demora se debió a cambios importantes en el código que ocurrieron durante el desarrollo de Windows 10. La versión de Windows 10 fue diseñada para escalar dinámicamente tanto vertical como horizontalmente. El diseño de la página principal se reorganizó para utilizar el desplazamiento vertical en lugar del desplazamiento horizontal.
Dado que el "Microsoft Solitaire" original era el solitario Klondike pero no usaba la marca Klondike, algunos usuarios no sabían que era Klondike. Según los informes, el equipo de Microsoft Casual Games recibió comentarios frecuentes sobre "Recuperar el modo de juego de Windows 7", aunque ya lo habían hecho. Para abordar la confusión de los usuarios y ayudarlos a encontrar este juego, los desarrolladores añadieron las palabras "Solitaire clásico" al modo de juego.
Microsoft Solitaire Collection estuvo disponible para iOS y Android en agosto de 2016 para los probadores beta en Microsoft Casual Games Inner Circle. Se puso a disposición del público en estas plataformas el 23 de noviembre de 2016. La mayoría de las aplicaciones de solitario de iOS están integradas con el Game Center de Apple, pero esta está integrada exclusivamente en el ecosistema de Microsoft. Dado que estas versiones se integran directamente con el servicio en la nube, no es necesario tener instalada la aplicación Xbox en un dispositivo iOS o Android para sincronizar datos y logros.
El mismo día, un boletín de noticias lanzado desde la aplicación en un navegador web anunció que la función Eventos estaría disponible públicamente en diciembre de 2016.

## Controversia sobre los anuncios
Los cinco modos de juego básicos contienen anuncios, que se muestran al final de cada partida, y se agregaron nuevas características en Windows 8 (Desafíos diarios y Club de estrellas) donde los usuarios verán anuncios de video intersticiales aproximadamente cada 15 minutos, pero solo entre partidas. Los usuarios pueden pagar opcionalmente 1,99 dólares por mes o 14,99 dólares por año para obtener la Edición Premium del videojuego, que elimina todos los anuncios, otorga monedas dobles por completar los Desafíos diarios y otorga algunas bonificaciones en los modos de juego básicos TriPeaks y Pyramid. Los usuarios que descargaron la aplicación iOS o Android entre el 23 de noviembre y el 31 de diciembre de 2016 recibieron un mes de Premium en ese dispositivo iOS o Android.
Gizmodo caracterizó el cambio como una forma de «ganar centavos» a los usuarios, y escribió que «algo que solía venir en su PC de forma gratuita ahora está corrompido por la compra de anuncios». PC Gamer escribió: «Los anuncios en cuestión no son pequeños carteles que aparecen en la parte inferior de la pantalla mientras juegas. Se ejecutan en la ventana completa de Solitario, algunos durante 15 segundos y otros durante 30 segundos, y aunque no parecen aparecer muy a menudo... no se pueden cancelar». The Telegraph escribió que los usuarios están «incrédulos» de que tendrían que pagar para jugar una partida sin ser «interrumpidos por una gran cantidad de anuncios». Rock, Paper, Shotgun dijo que los cambios son una «señal particularmente desgarradora de los tiempos» y que a algunos usuarios les parecería «profundamente siniestro» que «una gran corporación esté recopilando y almacenando grandes cantidades de datos sobre sus hábitos informáticos, y no simplemente lo que haces en un navegador».
También hay enlaces en la aplicación para jugar o descargar otros juegos de la marca Microsoft con publicidad, incluidos Microsoft Mahjong y Microsoft Minesweeper.
El 3 de agosto de 2021, Microsoft anunció que la Edición Premium del videojuego se agregaría a su servicio de suscripción PC Game Pass (entonces conocido como Xbox Game Pass para PC) el 17 de agosto de 2021.

## Desafíos diarios, Club de estrellas y Eventos
Los Desafíos diarios se publican todos los días. Hay uno de cada juego, que puede ser de cualquier dificultad. El Club de estrellas tiene desafíos publicados bajo diferentes temas y pueden ser de cualquier dificultad. Los Eventos son nuevos casi todos los días y pueden tener de 5 a 30 desafíos. Los Eventos pueden tener un solo juego, una sola dificultad o dos o más juegos con dificultades mixtas. Cuando el jugador inicia sesión, puede ver su progreso junto con otras personas de todo el mundo.